# Aleksanterinkatu

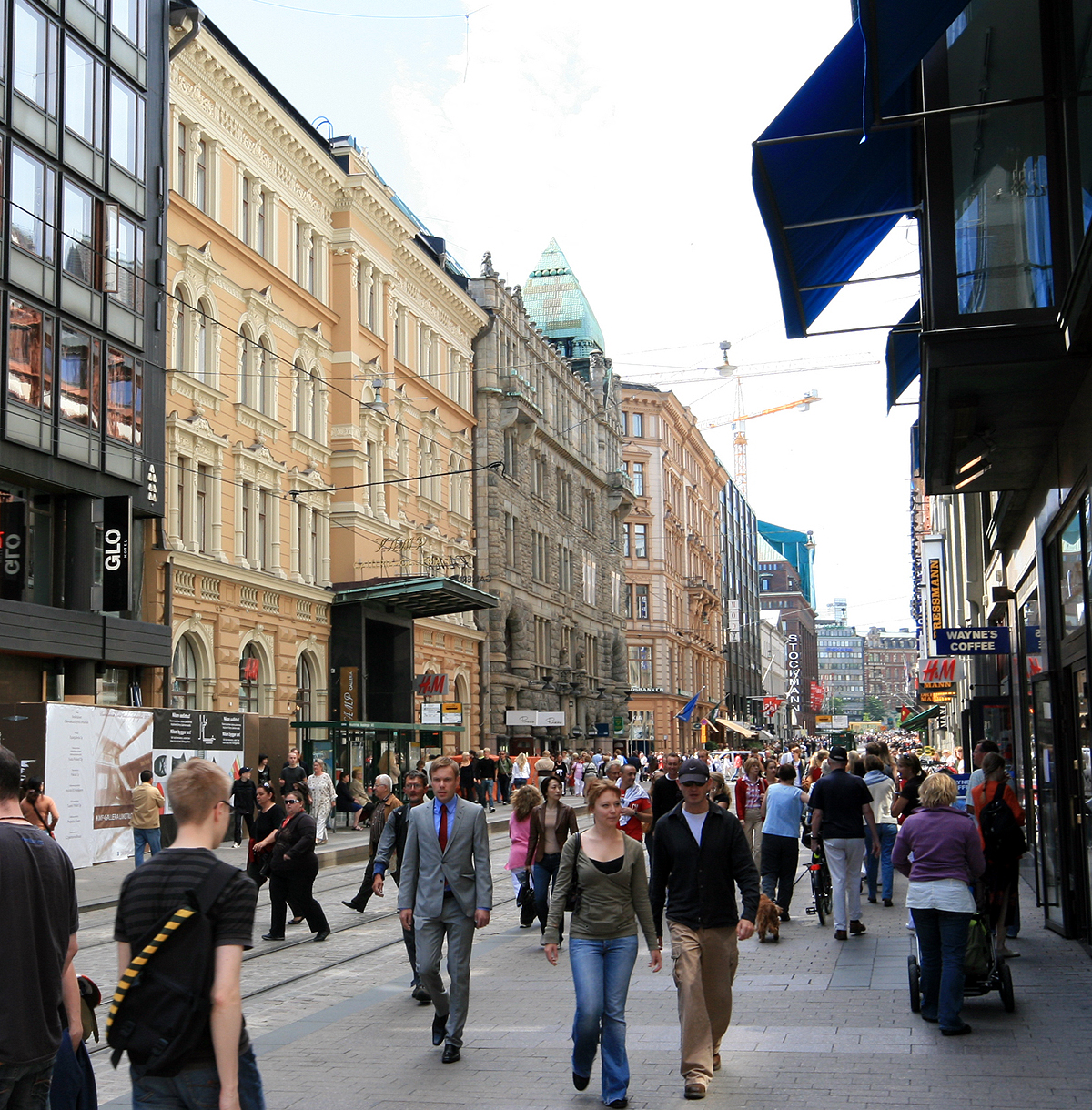
Aleksanterinkatu latem

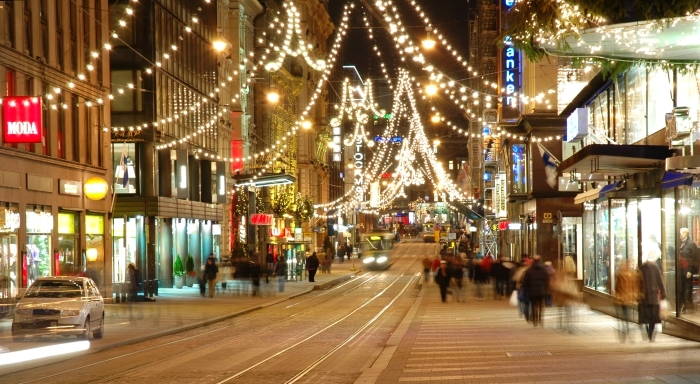
Aleksanterinkatu w okresie Bożego Narodzenia

Aleksanterinkatu (szw: Alexandersgatan) – ulica w centrum Helsinek, w Finlandii. W założeniu planu miasta Carla Ludwiga Engela, był to Decumanus, główna ulica na osi wschód-zachód w mieście, krzyżująca się z Cardo, Unioninkatu na rogu Placu Senackiego.
Rozpoczyna się na ulicy w pobliżu Pałacu Prezydenckiego i kończy na Mannerheimintie, najdłuższej ulicy w Helsinkach. Na ulicy znajduje się wiele słynnych budowli, takich jak Ritarihuone (siedziba fińskiej szlachty), katedra, fińskie główne biuro banku Nordea, główny budynek Uniwersytetu Helsińskiego oraz dom handlowy Stockmann.
Ulica w Helsinkach potocznie znana jako Aleksi, została nazwana na cześć cara rosyjskiego Aleksandra I. Pierwotnie została nazwana Suurkatu (szw: Storgatan), czyli ulica wielka ale została zmieniona po śmierci cesarza. Skrzyżowane ulice z Aleksanterinkatu nazwane zostały na cześć jego matki, braci, i jego sióstr.